# Fanning Springs
Fanning Springs – miasto w Stanach Zjednoczonych, w stanie Floryda, w hrabstwie Gilchrist.